# الآخر (رواية تريون)
الآخر (بالإنجليزية: The Other)؛ هي رواية رعب نفسي للكاتب الأمريكي توماس تريون نشرت في عام 1971، وكانت روايته الأولى. تدور أحداث الرواية في عام 1935، وتركز على العلاقة السادية بين توأم متطابق في الثالثة عشرة من العمر، أحدهم حسن التصرف؛ والآخر مختلا عقليا الذي يلحق الخراب بممتلكات عائلته التي تقيم في مزرعة نيو إنغلاند الريفية. تريون الذي كان ممثلا عاملا، تقاعد من حياته المهنية في هوليوود ليصبح روائي بعد اصدارها، نالت الرواية إقبالا حاسما واسعا وأصبحت أكثر مبيعا بشكل مفاجئ. تم تطوير رواية الآخر إلى فيلم في عام 1972 الذي يحمل نفس الاسم من إخراج روبرت موليغان وبطولة اوتا هاغن. تم إعادة طبع الرواية في طبعة تذكارية في عام 2012 من قبل كتب نيويورك الاستعراضية مع كلمة لاحقة من قبل دان شاون. وكان الاخير افضل اعماله 